# Mobile Suit Gundam Wing
Mobile Suit Gundam Wing (新機動戦記ガンダムW Shin Kidō Senki Gandamu Wingu?, lit. Nueva historia Militar Móvil Gundam Wing),  o simplemente Gundam Wing, es una serie animada japonesa de 1995 perteneciente a Gundam, la célebre franquicia de Robots de los estudios Sunrise. Fue dirigida por Masashi Ikeda y escrita por Katsuyuki Sumizawa. Esta fue la sexta serie animada de la franquicia Gundam en realizarse. La misma esta cronológicamente ambientada en una era futurista llamada Después de la Colonia, uno de los múltiples universos paralelos de la metaserie Gundam. Justo al igual que en la serie original, la historia de Gundam Wing trata acerca de una guerra entre el planeta Tierra y sus colonias en el espacio.
La serie contó con 49 episodios y fue emitida por primera vez en Japón en la cadena TV Asahi, comenzando el 7 de abril de 1995 y terminando el 29 de marzo de 1996. Gundam Wing recibió múltiples adaptaciones en manga, así como en videojuegos. Aparte de esto, se produjeron dos OVAs: Un epílogo de la serie llamado Operation Meteor, y una secuela directa: Endless Waltz. En 2010, Sumizawa empezó a escribir una novela que funge como otra secuela para la serie, llamada Frozen Teardop. Gundam Wing tuvo un éxito modesto en su natal Japón, sin embargo, en Norteamérica la serie tuvo un éxito rotundo, y producto de ello, fue doblada a varios idiomas . Gundam Wing tiene el crédito de haber popularizado la franquicia de Gundam en occidente.

## Argumento
"Con grandes expectativas, los seres humanos abandonan la Tierra para iniciar una vida nueva en colonias espaciales. Sin embargo, la Alianza Unida de la Esfera Terrestre gana poder militar y toma control de una colonia tras otra, usando el nombre de la justicia y la paz."
Miguel Ángel Reza
(narrador en el doblaje en español)

En un futuro distante, la humanidad ha colonizado el espacio, y en la tierra, las naciones del mundo se han unido bajo una organización llamada Alianza Unida de la Esfera Terrestre. Sin embargo, la alianza oprime a las colonias con su poder militar. Las colonias quieren buscarle una solución pacífica al conflicto y estas se organizan bajo un movimiento dirigido por el líder pacifista Heero Yuy. En el año 175 Después de la Colonia, a Yuy le dispara un asesino, lo que obliga a las colonias a buscar otros medios para lograr una solución pacífica. El asesinato de Yui provoca que 5 ingenieros que trabajan para la Organización del Zodiaco (conocida como OZ) renuncien justo después de acabar con el prototipo de Mobile Suit Tallgeese.
La historia de Gundam Wing está ambientada en el año 195 Después de la Colonia, con el comienzo de la  "Operación Meteoro": El plan de los 5 científicos para vengarse de OZ. La operación involucra a 5 adolescentes que han sido seleccionados y entrenados por cada uno de los 5 científicos y enviados independientemente a la tierra a bordo de 5 mobile suits extremadamente avanzados (cada uno diseñado por cada científico) llamados "Gundams" (por la aleación de Gundamio con la que están revestidos). Cada Gundam es enviado desde una colonia diferente,  e inicialmente los pilotos son ignorantes entre sí de la existencia de los demás.
La serie se enfoca principalmente en los 5 pilotos Gundam: Heero Yuy (este es un alias, no confundir con el líder pacifista muerto), Duo Maxwell,  Trowa Barton,  Quatre Raberba Winner, y Chang Wufei. Su misión es utilizar a sus gundams para atacar a OZ directamente para dejar a la alianza sin sus armas y liberar a las colonias de su tiranía. La serie también se enfoca en Relena Peacecraft, heredera del Pacifista Reino de Sanc. Relena vive como una chica ordinaria hasta que se ve atrapada en el conflicto entre OZ y los gundams, convirtiéndose en un importante aliado político para los pilotos gundams (y especialmente para Heero) en el proceso.

## Producción
La realización de Gundam Wing estuvo influenciada por Mobile Fighter G Gundam, con la idea de tener 5 personajes principales. Originalmente la serie iba a ser titulada Gundam Meteor por aquello de la  Operación Meteoro. Bandai quiso que uno de los Gundams se pudiera transformar en avión;  este requisito se debe a que Bandai financió la producción de Gundam Wing, a cambio de que Sunrise le diera la licencia exclusiva para hacer juguetes y modelos plásticos de la serie. Muchas empresas jugueteras japonesas utilizan el anime como una forma para promover la venta de sus juguetes. 
Los escritores trabajaron juntos por una semana conceptualizando los personajes, los mobile suits y los primeros 40 episodios. El director Masashi Ikeda reaccionó comparando el proyecto Wing con las series  Gundam, Zeta Gundam y G Gundam, todas juntas. La serie se enfocó más en el drama que en los combates, lo que aumento la popularidad del programa entre el público femenino.
El escritor Katsuyuki Sumizawa expresó haber tenido dificultades en la realización de la historia, porque tenía que delegar tareas a otros miembros del equipo de producción, algo totalmente opuesto a su trabajo en novelas. Sin embargo el manejo de los personajes fue sencillo debido a la ambientación. Los personajes fueron diseñados por Shuko Murase, que había trabajado anteriormente con Ikeda en la producción de Samurai Troopers. El director quería que la apariencia de los personajes llamara la atención del Público femenino. Originalmente Duo Maxwell fue seleccionado para ser el protagonista, pero fue sustituido por Heero Yuy. El personal de producción notó que Heero era muy diferente a los protagonistas de series anteriores de Gundam y tuvieron miedo de que no fuese popular. Las audiciones para seleccionar a los actores de voz fue más difícil que en series anteriores debido a que la serie tenía una atmósfera distinta.
Los robots que aparecieron en la serie fueron diseñados por un equipo de artistas integrado por Hajime Katoki (Super Robot Wars, Virtual On), Junya Ishigaki (The Vision of Escaflowne, Macross Frontier) y Kunio Okawara, el recurrente diseñador de Robots de los estudios Sunrise. 
La música de la serie fue compuesta por Kō Ōtani (Haibane Renmei, Shakugan no Shana, Shadow of the Colossus) e interpretada por la orquesta musical King Philarmonic Orchestra, bajo la dirección del maestro Hiroshi Kumagai.
Después de que la serie llegó a su final, el estudio le solicitó al equipo de producción realizar una secuela de la serie, debido a su popularidad.  Ni Tomioka ni Ikeda se interesaron en hacer una secuela para Gundam Wing. Sin embargo, Sumizawa se molestó con el final, ya que sintió que la serie había finalizado de forma muy abrupta. Tomioka le preguntó a Sumizawa si podía escribir una continuación, lo cual aceptó.

### Créditos
| Equipo de Producción Completo (Personas y empresas) | Equipo de Producción Completo (Personas y empresas) |
| --------------------------------------------------- | --- |
| Concepto Original                                   | Hajime Yatate Yoshiyuki Tomino (de Mobile Suit Gundam) |
| Productores                                         | SunriseHideyuki Tomioka Masuo Ueda TV AsahiYoshiaki Koizumi |
| Estudio                                             | Sunrise |
| Director                                            | Masahi Ikeda Shinji Takamatsu (No Acreditado) |
| Escritor/Guion                                      | Katsuyuki Sumisawa |
| Diseño de Personajes                                | Shuko Murase VestuarioYutaka Izubuchi |
| Diseño de Robots y Máquinas                         | Hajime Katoki Junya Ishigaki Kunio Okawara |
| Paisajes, Lugares e Imágenes de Fondo               | Baku Production Bihou, Inc. |
| Animación (Principal e Intermedia)                  | Animación PrincipalAnime Roman Seoul Dub Studio Dub Anim. IntermediaAnime Roman Seoul Dub Studio Dub Studio Take Off Studio Takuranke Studio Wanpack Kyoto Animation Shanghai Dub PinturaEMUAI LaboratorioTokyo Laboratory Efectos EspecialesMarix |
| Director Artístico                                  | Masaru Sato Yusuke Takeda |
| Fotografía                                          | Yuichi Oogami (Asahi Prodution) |
| Música                                              | Kō Ōtani ] |
| Audio/Sonido                                        | Director de SonidoYasuo Uragami GrabaciónAudio Planning U Efectos SonorosFizz Sound Creations |
| Ilustraciones (Carteles, revistas, etc.)            | Masanori Shino Nobuyoshi Nishimura |
| Productores Asociados                               | Dentsu Inc. Sotsu Agency |
| Emisión Original                                    | TV Asahi (1995-1996) |

| Reparto Original Japonés (Lista de Seiyus) | Reparto Original Japonés (Lista de Seiyus) |
| Pilotos de Los Gundams                     | Pilotos de Los Gundams                     |
| ------------------------------------------ | ------------------------------------------ |
| Heero Yuy                                  | Hikaru Midorikawa                          |
| Duo Maxwell                                | Toshihiko Seki                             |
| Trowa Barton                               | Shigeru Nakahara                           |
| Quatre R. Winnner                          | Ai Orikasa                                 |
| Chang Wufei                                | Ryuuzou Ishino                             |
| Aliados de los Gundam                      |                                            |
| Relena Darlian                             | Akiko Yajima                               |
| Sally Poe                                  | Yumi Touma                                 |
| Catherine Bloom:                           | Saori Suzuki                               |
| Hilde Schbeiker                            | Kae Araki                                  |
| Howard                                     | Hiroshi Ishida                             |
| OZ                                         |                                            |
| Trieze Kushrenada                          | Ryotaro Okiayu                             |
| Zechs Merquise                             | Takehito Koyasu                            |
| Lucrezia Noin                              | Chisa Yokoyama                             |
| Lady Une                                   | Sayuri                                     |
| Fundación Rommefeller                      |                                            |
| Duque Dermail                              | Osamu Kato                                 |
| Dorothy Cathalonia                         | Naoko Matsui                               |
| Tubarov                                    | Yuji Mikimoto                              |
| Colmillo Blanco                            |                                            |
| Quinze                                     | Osamu Ichikawa                             |
| Seditch                                    | Junichi Sugawara                           |
| Alianza Unida                              |                                            |
| Mariscal Noventa                           | Keiji Fujiwara                             |

## Medios de difusión

### Anime
Transmisión original
Gundam Wing fue transmitida todos los viernes de 5:00 PM a 5:30PM en la cadena TV Asahi desde el 7 de abril de 1995 hasta el 29 de marzo de 1996.
Doblaje en inglés
Gundam Wing no fue la primera producción de Gundam en distribuirse en Estados Unidos (La película de la serie original,  y los OVAs War in the Pocket y Stardust Memory, ya lo habían sido), pero es conocida por ser la primera serie de Gundam en transmitirse en televisión estadounidense. La serie fue transmitida por la cadena Cartoon Network a través del bloque de acción Toonami, estrenándose el 6 de marzo de 2000 y terminando el 11 de mayo del mismo año. El actor Peter Cullen presto su voz para el vídeo de promoción de la serie antes de su estreno, narrando la historia de fondo, evocando recuerdos de los créditos de apertura de Voltron. Se dice que este video de promoción fue tan fascinante, que Bandai decidió utilizarlo como promoción oficial de la serie.
Gundam Wing fue transmitida en dos formatos: una versión editada que era transmitida por las mañanas en  Toonami y una versión inédita transmitida por Toonami como parte de su "Tanda Nocturna." algunos ejemplos de estas ediciones fueron la eliminación de la sangre, profanidad, ateísmo, y la palabra "Matar" fue sustituida por "destruir" (esto fue extendido al apodo de Dúo  "El Dios de la Muerte," fue cambiado por  "El gran destructor," forzando la alteración de los títulos de dos episodios.),  aunque la palabra "muerte" fue casi dejada intacta. Todos los episodios de Gundam Wing han sido lanzados en  VHS y DVD en EE..UU. Las diferencias entre el VHS y el DVD son que el VHS contiene la versión editada y el DVD contiene la versión inédita.
La serie ha recibido varios nombres en idioma inglés. El nombre New Mobile Report Gundam Wing  fue utilizado en los DVD distribuidos en Japón, y ha sido utilizado extensamente por los fanáticos angloparlantes para diferenciar a Wing de las demás series Gundam de la era Universal Century. El uso del término "report" (reporte) no es necesariamente incorrecto, sin embargo, este no expresa el significado literal y original del japonés. La palabra japonesa Senki (戦記) significa literalmente "Historia Militar." Algunas traducciones oficiales usadas en el pasado han utilizado la traducción New Mobile War Chronicle Gundam Wing,  y algunas ilustraciones oficiales usan el nombre de The New Mobile History Gundam Wing y por lo menos un libro en japonés ha usado el nombre Mobile Suit Gundam Wing.

### Doblaje al español
Más tarde, la serie fue doblada al español y transmitida por el bloque de Toonami en Cartoon Network Latinoamérica desde su estreno el 2 de diciembre del año 2002 hasta su final el 5 de febrero del año 2003. Tras su emisión en Hispanoamérica, el estudio Cartoon Network decidió no importar ninguna de las otras series de la franquicia Gundam que se lanzaron posteriormente por considerar que el anime tuvo una repercusión muy baja en la región. Esta versión fue doblada en los estudios Intertrack S.A. de C.V en la Cd. de México bajo la dirección de la actriz Adriana Rodríguez. Brenda Nava, la traductora de la serie, afirmó que el doblaje "Había quedado como Chile: Mole y Pozole". La producción del doblaje latinoamericano fue gestionada por la hoy desaparecida Cloverway, Inc.  
| Gundam Wing Doblaje mexicano       | Gundam Wing Doblaje mexicano       |
| ---------------------------------- | ---------------------------------- |
| Origen                             | México                             |
| Productor                          | Cloverway, Inc.                    |
| Doblaje                            | Intertrack Gradoca (Promocionales) |
| Distribuidor                       | Xystus                             |
| Dirección                          | Adriana Rodríguez                  |
| Traducción y Adaptación            | Brenda Nava                        |
| Transmisión sin especificar cadena |                                    |

| Transmisión de la Serie | Transmisión de la Serie                           | Transmisión de la Serie | Transmisión de la Serie |
| País/Región             | Cadena                                            | Notas |                         |
| ----------------------- | ------------------------------------------------- | --- | ----------------------- |
| Brasil                  | Cartoon Network (Bloque Talismán, Toonami Brazil) | 2002-06-03 / 2003-07-27 |                         |
| Ecuador                 | Ecuavisa                                          | se transmitió los sábados a las 13:00 |                         |
| Chile                   | Etc...TV Chilevisión                              | Estrenada en noviembre de 2002 y Reestrenada en marzo de 2006 por Etc... TV |                         |
| México                  | Unicable XHGC-TV                                  | Se transmitió en la cadena XHGC-TV todos los domingos a las 10:30 AM con su primer episodio estrenándose el 26 de enero de 2003.                                                             |                         |
| Venezuela               | Televen                                           | Se estrenó el 28 de octubre del 2002. Transmitió la versión editada que se vio en EE. UU. Su transmisión se bloqueó por el paro cívico nacional y finalmente Televen saco la serie del aire. |                         |
| América Latina          | Cartoon Network (Toonami)                         | Se estrenó junto con el bloque de Toonami en Cartoon Network Latinoamérica con su primer episodio emitiéndose el 2 de diciembre de 2002.                                                     |                         |
|                         |                                                   | |                         |
| Transmisión             |                                                   | |                         |

### OVA
Justo después que la serie terminó, dos OVAs fueron lanzados en 1996 bajo el nombre Gundam Wing: Operation Meteor I, II y III. Estos OVAs nunca fueron distribuidos fuera de Japón.
En 1997 se produjo un OVA de tres episodios llamado Gundam Wing: Endless Waltz. Este fue producido como una secuela para la serie de TV, marcando el fin de la Línea de Tiempo Después de la Colonia. El OVA se destaca por el rediseño que sufrieron los Gundams, siendo el más notable el que sufrió el Wing Zero con sus nuevas alas de ángel. Una versión película Endless Waltz (con material adicional, banda sonora modificada, y distinto tema de clausura) fue estrenada en Japón el 1 de agosto de 1998. la versión OVA de Endless Waltz fue transmitida en Estados Unidos a través de Cartoon Network el 10 de noviembre de 2000. Posteriormente, ambas, el OVA y la versión película fueron lanzadas al mercado juntas en DVD.

### Manga
Gundam Wing  y su OVA Endlesss Waltz recibieron adaptaciones en manga. En adición a ello, también se han producido varias historias paralelas en el mismo formato. Episode Zero es una precuela que narra los acontecimientos sucedidos antes del inicio de la serie. Esta historia también contiene un breve interludio con un final abierto, titulado como Preventer 5, que trata acerca de una operación realizada justo después de Endless Waltz.  También hace aparición una historia coincidente a la serie, titulada como Last Outpost (G-Unit). También se han escrito muchos otros manga ubicados cronológicamante entre Gundam Wing y Endless Waltz: Blind Target, Ground Zero, and Battlefield of Pacifists.

### Novelización
A principios del 2010, la revista Gundam Ace anuncio un "Nuevo Proyecto de Gundam Wing".  Este nuevo proyecto resultó ser la novela New Mobile Report Gundam Wing: Frozen Teardrop, escrita por Katsuyuki Sumizawa. La novela está ambientada en una nueva era llamada "Mars Century" ("MC") la línea de tiempo sucesora de la Era "After Colony" (Después de la Colonia). De acuerdo con una entrevista con el autor, la novela se extiende hacia atrás en la línea de tiempo (Después de la Colonia). Los pilotos de los Gundam , Relena , y sus hijos también hacen apariciones.

### Otros medios
La compañía japonesa Natsume realizó un juego de lucha basado en la serie. Este se titula Shin Kidō Senki Gundam Wing: Endless Duel y fue lanzado en Japón para la consola Super Famicom el 29 de marzo de 1996.  Un segundo juego de lucha, titulado como Shin Kidō Senki Gundam Wing: The Battle fue desarrollado también por Natsume y lanzado para la consola PlayStation el 11 de octubre de 2002 como parte del decimotercer (13.er) volumen de la serie Simple 2000 Los robots y personajes de Gundam Wing también han aparecido en varios otros videojuegos, incluyendo: Super Robot Wars, Gundam Battle Assault, Another Century's Episode, Mobile Suit Gundam: Extreme Vs. y Dynasty Warriors: Gundam.
Tras el debut de la serie en Estados Unidos, Gundam Wing recibió una gran lista de licencias para mercancía, incluyendo pósteres, ropa, útiles escolares, monopatines, tarjetas coleccionables, modelos a escala, figuras de acción, etc.

## Banda sonora
Temas de Apertura
- Just Communication por Two-Mix (Cap 01-35 en el doblaje mexicano).
- Rhythm Emotion por Two-Mix (Cap 36-49 en el doblaje mexicano).

Temas de Clausura
- It's Just Love por Rumi Onishi (toda la serie en el doblaje mexicano).

Escrita por Kana Matsumoto.
Compuesta por Seiji Koizumi.
Arreglo de Mitsuhiro Tada.
Temas insertados
- Just Communication por Two-Mix (Cap. 3 y 49).
- Rhythm Emotion por Two-Mix (Caps. 36, 38, 39, y 41)

## Recepción
| Publicación             | Calificación         | ★             |
| ----------------------- | -------------------- | ------------- |
| Anime News Network      | 847/3404 (Very Good) | 4/5 estrellas |
| Internet Movie Database | 8.3/10               | 4/5 estrellas |
| My Anime List           | 7.87/10              | 4/5 estrellas |
| FilmAffinity            | 6,8/10               | 3/5 estrellas |
| TV.com                  | 8.1/10               | ?             |

En Japón
Gundam Wing tuvo un éxito modesto en Japón durante su emisión original. Esta serie fue, conjuntamente con G Gundam, la única serie Gundam de los noventa que logró conseguir un nivel de audiencia promedio de 4 por ciento. En 1996, la serie fue posicionada en el segundo lugar del evento Anime Grand Prix.  De la revista  Animage. También fue posicionada en el lugar número 76 en la lista de los 100 animes más importantes de todos los tiempos de la misma publicación. "La serie es famosa en las tiendas de dōjinshi, donde los autores tienden a narrar relaciones románticas entre varios de los personajes.
En Norteamérica
A diferencia de Japón, Gundam Wing tuvo un éxito rotundo en Norteamérica, y tiene el crédito de haber dado a conocer la franquicia de Gundam entre las audiencias occidentales.
El 6 de marzo de 2000, justo después de una semana de su estreno en Cartoon Network, la serie obtuvo los niveles de audiencia más altos entre todas las edades. Durante el verano del 2000, se mantuvo como el primero o segundo programa con mayores niveles de audiencia entre niños y adolescentes durante sus 12 transmisiones por semana en el bloque de Toonami. El 10 de noviembre del año 2000, la transmisión inicial del OVA Endless Waltz fue el segundo programa del canal con los mejores niveles de audiencia, solo siendo superada por el estreno del doblaje al inglés de  Dragon Ball Z realizado por Funimation.

## Transmisión internacional
| Norteamérica - YTV - Cartoon Network (Toonami) - Cartoon Network LA - Televisa (Canal 5) - Unicable | Centro y Suramérica - Locomotion - Cartoon Network LA - Televen - Canal 12 - Ecuavisa - Chilevisión , Etc...TV - TVN, TVMax - Cartoon Network Brasil, TV Diário | Europa - Cartoon Network - Fun TV, M6 - Tele 5 - Yorkiddin - Hyper - Italia 1, Italia Teen Television, Mediaset - Alter Channel | Asia y Oceanía - TV Asahi - Tooniverse, Anione - GMA Network - SCTV, Trans7, Spacetoon - TV2 - Channel 8 - Cartoon Network - Top-Insight International Co., Ltd. |

## Datos de interés
- El robot protagonista de Gundam Wing, el Wing Gundam hizo unos breves cameos en el episodio final de Mobile Fighter G Gundam, la serie que la antecedió a Wing'' en transmisión en TV Asahi. G Gundam finalizó una semana antes de que se estrenara Gundam Wing. G Gundam terminó el 31 de marzo de 1995 y Gundam Wing se estrenó el 7 de abril de 1995.

- Los nombres de varios de los personajes están basados en números, particularmente números franceses: Lady "Une" = Uno; "Duo" Maxwell = Dos; "Trowa" Barton = Tres (Trois); "Quatre" Raberba Winner = Cuarto; "Wu" Fei = Cinco (en chino); "Zechs" Merquise = Seis (En alemán); General "Septem" = Siete (Sept); Lucrezia "Noin" = nueve (en alemán) "Treize" Khushrenada = Trece; "Quinze" Quarant = quince; Mariscal "Noventa"; "Milliardo" Peacecraft = Billón (Millardo)

- El director de Gundam Wing, Masashi Ikeda, renunció abruptamente a su posición a la mitad de la serie y fue sustituido por Shinji Takamatsu, que dirigió la serie que le siguió a Gundam Wing, After War Gundam X. Este cambio no se hizo constar en los créditos debido a las extrañas circunstancias en la que se dio este hecho. Subsecuentemente, Takamatsu abandona Sunrise después del fracaso de Gundam X y el OVA de Endless Waltz fue dirigido por Yasunao Aoki.

- Es posible que la máscara de Zechs Merquise este inspirada en la máscara de Winslow Leac de la película El fantasma del paraíso (1974).

- Mobile Suit Gundam Wing ganó el segundo lugar de los premios Animage's Anime Grand Prix Award en 1995 derrotada por su rival, Neon Genesis Evangelion, pero ese mismo año Duo Maxwell fue seleccionado como personaje de anime favorito del año.

- El 7 de abril es una fecha importante en la franquicia de Gundam. La primera serie de la franquicia, Mobile Suit Gundam, fue estrenada el 7 de abril de 1979. Gundam Wing se estrenó 16 años más tarde, el 7 de abril de 1995.